# Танкарвиль
Танкарвиль (фр. Tancarville) — коммуна на севере Франции в департаменте Приморская Сена (регион Нормандия). Поселение расположено на берегу реки Сены и известно, главным образом, благодаря висячему Танкарвильскому мосту, движение по которому было открыто в 1959 году.
Среди достопримечательностей Танкарвиля следует упомянуть:

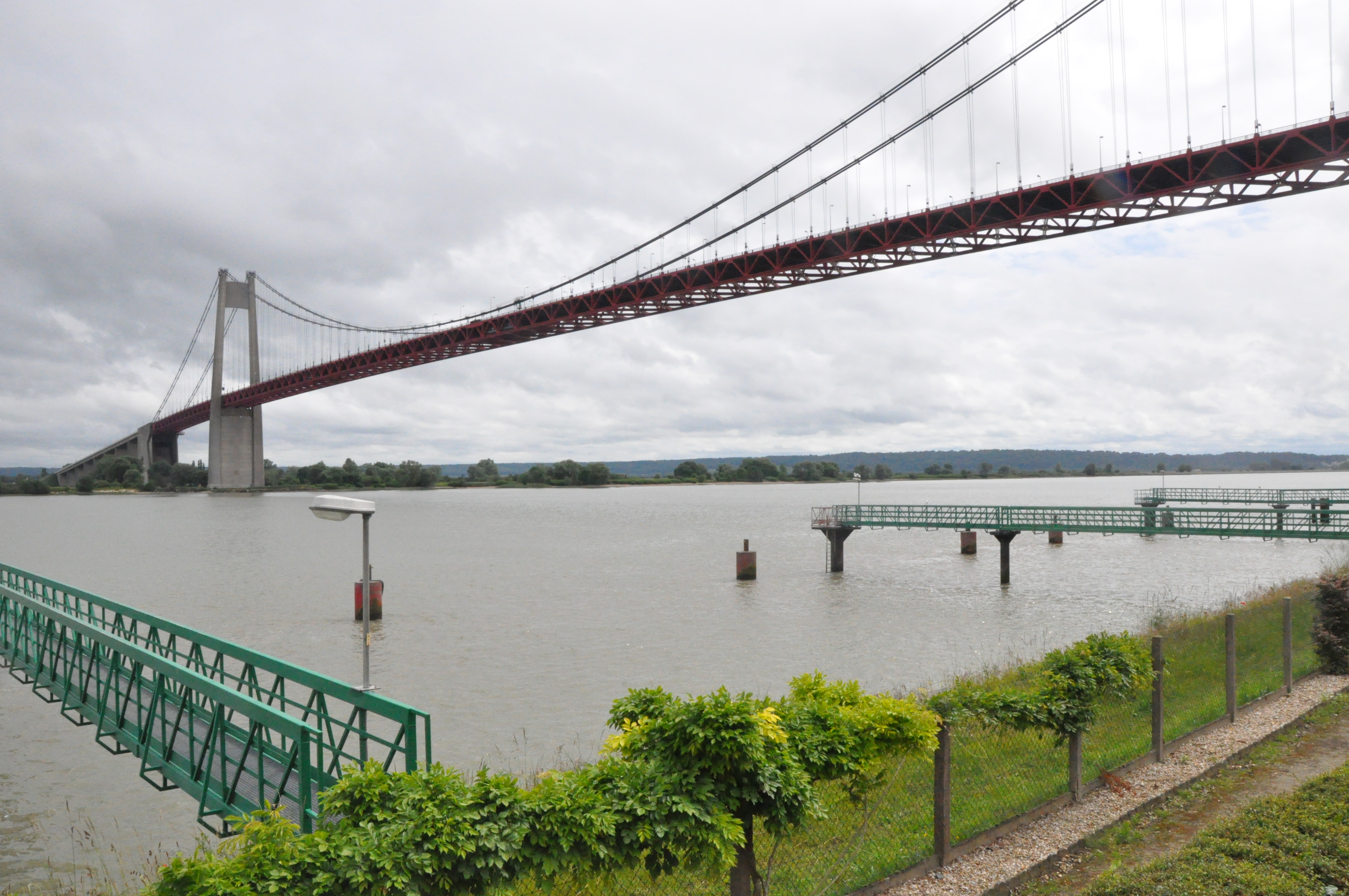
Танкарвильский мост
- Танкарвильский канал введён в эксплуатацию в 1887 году в период Третьей республики. Он связал Гавр с Танкарвилем в обход эстуария Сены, обеспечив речную навигацию. Канал расположен в непосредственной близости от одноимённого моста.
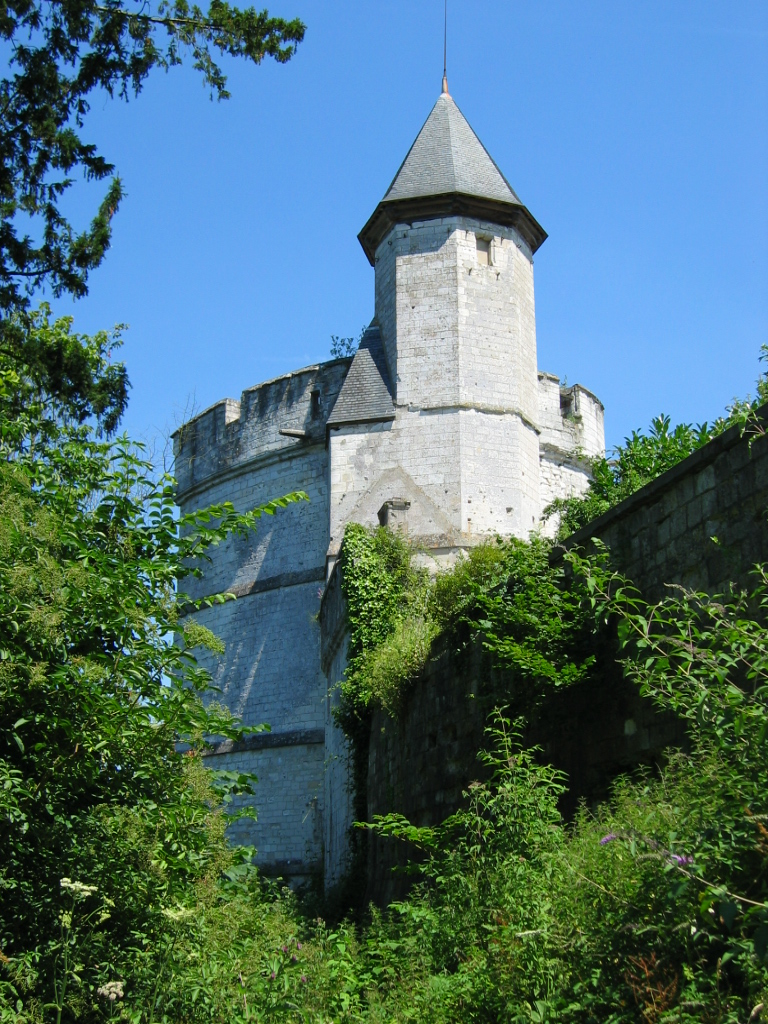
Замок Танкарвиль.
- Природный заповедник «Vivier de Tancarville».
- Церковь Сен-Мишель.